# Nikolaï Louzine
Nikolaï Nikolaïevitch Louzine (en russe : Николай Николаевич Лузин, nom très souvent transcrit Lusin ou Luzin ; né le 9 décembre 1883 à Irkoutsk et mort le 28 janvier 1950 à Moscou) est un mathématicien russe puis soviétique. Ses recherches concernent principalement la théorie des ensembles, et les aspects plus particulièrement topologiques de l’analyse mathématique.
En dehors de ses travaux, Louzine a contribué à former nombre de mathématiciens devenus célèbres tels que Pavel Aleksandrov, Andreï Kolmogorov, ou encore Alexandre Khintchine, Mikhaïl Lavrentiev et Pavel Urysohn. Il faisait partie du courant religieux de l'imiaslavie.

## Biographie

### Années de formation
Louzine s'inscrivit en mathématiques à l’université d'État de Moscou en 1901, sous la direction de Dimitri Egorov. Après la fermeture de l'université, qui suivit la révolution de 1905, il bénéficia d'un programme d'échange avec Paris, ce qui lui permit de suivre les conférences de Borel et d’Hadamard ainsi que de Poincaré : ces cours devaient avoir une influence profonde sur ses recherches mathématiques ultérieures. Il passa ses examens en 1910. De 1910 à 1914, à l'initiative d'Egorov, il bénéficia d'une bourse d'études qui lui permit de fréquenter pendant trois années l'université de Göttingen, où il reçut l'influence d’Edmund Landau, puis l'université de Paris. C'est en 1912 qu'il publia l'énoncé connu depuis comme le théorème de Lusin. De retour à Moscou, il y donna des cours à partir de 1914, et fit paraître l'année suivante son mémoire de thèse d’habilitation intitulé Séries entières et séries trigonométriques (Интеграл и тригонометрический ряд). Il obtint une chaire de mathématiques en 1917.

### La révolution de 1917 et le léninisme
En 1918, vers la fin de la révolution d'Octobre, Louzine quitta Moscou et prit un poste d'enseignant à l'Institut Polytechnique Ivanovo-Vosnessensk (aujourd'hui université du génie chimique d'Ivanovo). 
En 1922, il reprit ses cours à l'université de Moscou, et y organisa un séminaire de recherche réputé. Il eut parmi ses doctorants quelques-uns des plus célèbres mathématiciens soviétiques du XXe siècle : Pavel Alexandrov, Nina Bari, Alexandre Khintchine, Andreï Kolmogorov, Alexandre Kronrod, Mikhaïl Lavrentiev, Lazar Lusternik, Piotr Novikov, Lioudmila Keldych, Lev Schnirelmann, Pavel Urysohn, Ivan Privalov (en), Dmitri Menchov (en) et Mikhaïl Sousline, décédé prématurément, avec lequel il développa à partir de 1917 la théorie analytique des ensembles.
En 1928, il présida une session plénière du Congrès international des mathématiciens de Bologne (« Sur les voies de la théorie des ensembles »). L'année suivante il devenait membre de l’Académie des sciences de l'URSS, et, deux ans plus tard, il était rattaché à l'Institut de mathématiques Steklov de cette même Académie.

### L'ère stalinienne: l'affaire Louzine
De juillet à août 1936, Louzine est critiqué dans une série d'articles parus dans la Pravda, et doit comparaître devant une Commission de l’Académie des sciences de l'URSS, sous l'accusation d'être un ennemi du peuple. Avant même la campagne de presse de la Pravda, cette accusation a frappé un certain nombre de professeurs moscovites recrutés par l'université de Moscou avant 1917.
Le 21 novembre 1930, une faction de l'Association des mathématiciens de Moscou proclame qu'il y a dans ses rangs un certain nombre de contre-révolutionnaires. Cette faction compte plusieurs anciens élèves de Louzine, tels Lusternik, Schnirelmann, Alexandre Gelfond et Lev Pontriaguine. Certaines cibles sont nommément citées, comme son mentor Egorov, qui a déjà été arrêté et qui meurt en 1931.
L’offensive politique contre Louzine n'est pas seulement le fait des autorités staliniennes, mais aussi d'un groupe d'étudiants, emmenés par Pavel Alexandrov. Malgré son audition par la commission d'enquête, Louzine n'est pas arrêté, et n'a même pas à démissionner de l’académie ; mais il n'est jamais réhabilité non plus, même après la mort de Staline. On s'est demandé pourquoi lui n'a pas disparu dans les goulags, mais ce point n'a jamais été éclairci ; les archives montrent toutefois que l'acte d'accusation a été nettement modéré par le Kremlin. L’affaire Louzine marque le début d'une série d'attaques politiques contre la génétique, la théorie de la relativité et d’autres branches de la modernité scientifique de cette fin des années 1930.
L'année 1946 marque une réplique de l'affrontement entre Kolmogorov, chef de file des « jeunes professeurs », et Louzine. Louzine vote contre la candidature de Pavel Alexandrov à l'Académie des sciences, contrairement à ce qu'il avait promis, et leur dit que ses travaux récents « ne sont pas de la topologie, mais de la "topolozhstvo" » (« Eto ne topologiia, eto topolozhstvo »), un mot inventé qui peut se traduire par « topologie pédérastique ». Kolmogorov le gifle en pleine séance de l'assemblée, et perd ainsi tous ses postes de professeur.

## Le collectif «Lusitania»
Louzine a donné son nom au collectif Lusitania, un groupe informel de jeunes mathématiciens moscovites de la première moitié des années 1920, adeptes de l'approche ensembliste de Louzine, qui en développèrent les conséquences dans différentes branches des mathématiques.

### Œuvres
- Nicolas Lusin, Leçons sur les ensembles analytiques et leurs applications, Paris, Gauthier-Villars, 1930
- (ru) Лузин Н. Н.Собрание сочинений, т. 1—3. — М., 1953—1959, (Œuvres complètes en 3 volumes)